# Breviscelio
Breviscelio är ett släkte av steklar. Breviscelio ingår i familjen Scelionidae.
Kladogram enligt Catalogue of Life:
| Breviscelio | \| \| Breviscelio arabicus \| \| \| \| \| \| Breviscelio crenatus \| \| \| \| |
|             | \| \| Breviscelio arabicus \| \| \| \| \| \| Breviscelio crenatus \| \| \| \| |
|             | Breviscelio arabicus                                                          |
|             |                                                                               |
|             | Breviscelio crenatus                                                          |
|             |                                                                               |